# Важко бути богом
«Важко бути богом» (рос. «Трудно быть богом») — науково-фантастична повість братів Стругацьких, яка написана у 1963 році та опублікована роком пізніше.
У віддаленому майбутньому на одній з планет рівня земного середньовіччя працюють співробітники Інституту експериментальної історії з Землі. Їхня діяльність полягає в дослідженні і недопущенні помилок, пережитих людством. Вона обмежується Безкровним Впливом, оскільки для людей майбутнього вбивство іншої людини неприпустиме. У цей час у королівстві Арканар проводять полювання на освічених людей Сірі штурмовики під керівництвом міністра охорони короля дона Реби. Розвідник із Землі Антон, що живе в Арканарі під ім'ям дона Румати Есторського, перебуваючи на службі в королівській охороні, рятує декотрих, переправляючи за кордони королівства.

## Сюжет
Твір починається дитячими спогадами Антона, де він грався з друзями Пашкою і Анкою в «шляхетних донів».
Дон Румата повертається в Арканар, дорогою зустрівши втікача з книгами. Він прибуває до П'яної Барлоги, житла отця Кабані, винахідника і алкоголіка. Туди ж скоро приходить на домовлену зустріч дон Кондор, Генеральний суддя і Зберігач великих печаток торгової республіки Соан, котрий насправді є землянином Олександром Васильовичем. Антон/Румата доповідає про невідомі Інституту фактори, що впливають на історію планети, породжуючи по суті фашистську державу. Крім того, Румата стурбований зникненням після переходу іруканського кордону лікаря Будаха, з яким він ще не знайомий особисто. Дон Кондор нічого не знає про Будаха та радить Руматі не втручатися, оскільки земляни тут лише спостерігачі.
Наступного дня Румата прибуває в порт, де заходить до Ваги Колеса, лідера різноманітних злочинців. Але і той не чув куди зник Будах. Повернувшись додому, Румата знаходить кохану дівчину Кіру, яка боїться повертатися додому. Її батько приносить із в'язниці, прозваної Веселою вежею, закривавлені папери, а брат грозиться вирізати всіх «книголюбів». Румата оголошує слугам, що Кіра буде жити в його будинку як домоуправителька.
Румата прибуває до покоїв короля і повідомляє, що лікар Будах, якого він виписав з Ірукана для лікування хворого на подагру короля, вочевидь схоплений штурмовиками дона Реби. Дон Реба обіцяє представити Будаха королю того ж дня. За обідом один з присутніх виявляється Будахом. Він дає королю випити ліки.
Вночі дон Румата вирушає на нічне чергування в опочивальню принца. Міністр двору несподівано прибігає з новиною, що короля отруєно. Штурмовики схоплюють Румату, скоро з'ясовується, що Будах знаходиться у Веселій вежі, короля отруїв самозванець. Румата розуміє, що Реба видав на його прохання лже-Будаха аби отруїти короля. Дон Реба повідомляє Руматі, що відтепер він, єпископ і магістр Святого ордена, прийшов до влади. Реба розповідає, що давно слідкував за Руматою, підозрюючи, що він не той, за кого себе видає. Але все ж він побоюється Румату, відчуваючи, що за ним стоять якісь могутні сили, і відпускає його.
До Румати приходить ватажок повсталих холопів, Арата Горбатий, якого він колись врятував на вертольоті. Арата, вважаючи Румату богом, вимагає дати йому блискавки для продовження боротьби. Коли той відмовляє, Арата говорить, що краще йому повертатися на небо, а не давати пусті надії.
Повернувшись додому, Румата заспокоює Кіру і обіцяє відвезти подалі. Але в цей час вриваються штурмовики, Румата стає до бою, Кіра гине від пострілу арбалета. Румата, розуміючи, що штурмовики не припинять свої злочини, допоки ними керуватиме Реба, проривається в палац, вбиваючи всіх на шляху.
Закінчується твір розмовою між дорослими Анкою і Пашкою. Співробітники Інституту помітили порушення Безкровного впливу Антоном і прислали дирижабль, що скинув на місто шашки зі снодійним газом. Колеги забрали Румату/Антона й відправили його на Землю. Друзі дитинства згадують як Антон колись пішов по анізотропному шосе (яке працює в один бік) у зворотному напрямку та знайшов скелет фашиста, і бачать в цьому передбачення його життя на Арканарі. Анка лякається, побачивши на руках Антона, котрий вийшов із кущів, щось червоне, але це виявляється лише суничний сік.

## Адаптації

### Екранізації
- «Важко бути богом» (1989) — фільм режисера Петера Фляйшмана. У головній ролі — Едвард Жентара.
- «Важко бути богом» (2013) — фільм режисера Олексія Германа-старшого. У головній ролі — Леонід Ярмольник.

### П'єси
- «Без зброї» (Без оружия, 1989) — п'єса Аркадія і Бориса Стругацьких, написана за мотивами повісті.

### Відеоігри
- «Трудно быть богом» (Hard to be a god, 2007) — рольова гра, розроблена Burut CT та видана на території СНД компанією Акелла. Події гри розгортаються після фіналу повісті.